# Phú Túc, Vĩnh Long
Phú Túc là một xã thuộc tỉnh Vĩnh Long, Việt Nam.

## Địa lý
Xã Phú Túc có vị trí địa lý:
- Phía đông giáp phường Sơn Đông và xã Giao Long.
- Phía tây giáp xã Tân Phú và Tiên Thủy.
- Phía nam giáp phường Bến Tre, ranh giới là sông Hàm Luông.
- Phía bắc giáp tỉnh Đồng Tháp với ranh giới là sông Mỹ Tho.

Xã Phú Túc có diện tích 63,14 km², dân số năm 2025 là 62.073 người, mật độ dân số đạt 983 người/km².

## Lịch sử
Ngày 16 tháng 6 năm 2025, Ủy ban Thường vụ Quốc hội ban hành Nghị quyết số 1687/NQ-UBTVQH15 về việc sắp xếp các đơn vị hành chính cấp xã của tỉnh Vĩnh Long năm 2025. Theo đó, sắp xếp toàn bộ diện tích tự nhiên, quy mô dân số của thị trấn Châu Thành và các xã Phú Túc, Tân Thạch và Tường Đa thành xã mới có tên gọi là xã Phú Túc.
Sau khi sáp nhập, xã Phú Túc có 63,14 km² diện tích tự nhiên và dân số 62.073 người.

## Hành chính
Xã Phú Túc được chia thành 6 ấp: Phú Hòa, Phú Khương, Phú Mỹ, Phú Tân, Phú Thạnh, Phú Xuân.